# Николай Рудановски
Николай Василиевич Рудановски (на руски: Николай Васильевич Рудановский) е руски флотски офицер, контраадмирал, изследовател на остров Сахалин.

## Биография

### Произход и военноморска кариера (1819 – 1853)
Роден е на 15 ноември 1819 г. в Казан, Руска империя. На 14 ноември 1835 г. постъпва в щурманското училище в Петербург. На 30 март го завършва с чин прапоршчик-щурман и на следващата година участва в описването и картирането на финландските шхери (струпани на гъсто малки островчета). От 1843 до 1850 г. служи на различни кораба в Балтийско море. На 8 април 1851 г. е произведен в подпоручик, а на 19 декември същата година – в мичман и е назначен на служба в пристанището на Петропавловск Камчатски, където на 30 март 1852 г. е произведен в лейтенант.

### Изследователска дейност (1853 – 1858)
През следващата 1853 г. на кораба „Иртиш“, плава като старши офицер в Охотско море, а след това, на кораба „Николай I“ заминава за Сахалин, където постъпва в разпореждане на началника на Амурската експедиция капитан 1-ви ранг Генадий Невелски и взема участие в хидрографското и статистическо описание на острова. Същата година е назначен от Невелски за ръководител на отряд, който през есента и зимата на 1853 г. картира залива Анива, а в началото на 1854 г. – югозападния бряг на острова на юг от 47º 30` с.ш., като на базата на извършените астрономически измервания съставя първата карта на Южен Сахалин.
За участието си в експедицията през 1854 г. е награден с орден „Св. Станислав 3-та степен“.
По време на Кримската война е назначен за помощник-началник на пристанището в Аян (на западния бряг на Охотско море) и ръководи строителството на укрепления по крайбрежието. През следващата 1855 г. се занимава с превоз на войскови части в района и извършва описи и измервания по десния бряг на Амур. През 1856 г. провежда ново пътешествие на Сахалин, като открива няколко въглищни находища и извършва картиране на западния бряг на острова.

### Следващи години (1858 – 1882)
През 1858 г. е назначен на служба в Балтийския флот и за участието му в изследванията в Далечния Изток му е присъдена пожизнена пенсия в размер на 350 рубли годишно.
От 1861 до 1863 г. командва два кораба в Балтийско море. На 1 януари 1862 г. е произведен в капитан-лейтенант, а след две години е командирован на река Волга, за да следи за организацията и провеждането на търговията с хлебна пшеница. На 1 януари 1870 г. става капитан 2-ри ранг, а точно три години по-късно – капитан 1-ви ранг и е назначен на служба в пристанището в Кронщад. На 7 ноември 1881 г. е произведен в контраадмирал и пенсиониран. Освен със своите преки задължения Рудановски взима участие в различни комисии – по образованието, по съдействието на руската промишленост и търговия, по работническите пенсии и др.
Умира на 2 февруари 1882 г. в Санкт Петербург на 62-годишна възраст.

## Памет
Неговото име носят:
- връх Рудановски, в южната част на остров Сахалин;
- нос Рудановски (43°54′ с. ш. 135°29′ и. д. / 43.9° с. ш. 135.483333° и. д.), на източния бряг на Приморски край, Русия;
- п-ов Рудановски (43°54′ с. ш. 135°29′ и. д. / 43.9° с. ш. 135.483333° и. д.), на източния бряг на Приморски край, Русия;
- проток Рудановски, в Японско море, на западното крайбрежие на остров Сахалин.